# Bürgerkommune
Bei der Bürgerkommune handelt es sich „um eine partizipativ agierende Gemeinde, in der Bürger in Governance-Arrangements direkt und freiwillig an der Vorbereitung und Umsetzung politischer Entscheidungen beteiligt sind und aktiv in Entscheidungsfeldern Verantwortung für das Gemeinwesen übernehmen. Zu den potenziell Beteiligten gehören Privatpersonen, Vereine, Institutionen, Wirtschaft, Verbände, Kirchen, Initiativen und politische Parteien. Der Begriff wurde von Banner (1998) eingeführt.“ (König 2018, 17)
Unter Bürgerkommune wird (in Deutschland) eine Reform der kommunalen Verwaltung verstanden, bei der die Verwaltung „näher“ am Bürger aufgebaut wird (also Dezentralisierung der kommunalen Verwaltung).
Eine Bürgerkommune sollte insbesondere gekennzeichnet sein durch das partizipatorische Wirken der Bürger an der Entwicklung der Kommune (siehe „Prinzip der partizipatorischen Demokratie“ – auch partizipative Demokratie genannt). Doch zum Ruf nach mehr Bürgernähe kommen auch Bedenken vor zu geringer Kontrolle der Bürgermeister durch die Kollegialorgane.
Noch gibt es in Deutschland bzw. in der Europäischen Union wenige Kommunen (Städte, Dörfer), die das Recht in Anspruch nehmen, eine Bürgerkommune zu sein.
Ernsthafte Überlegungen finden zum Beispiel in Berlin-Lichtenberg oder in Potsdam statt, wo die kommunalen Abgeordneten den „Weg zur Bürgerkommune“ beschlossen haben. Weitere Schritte auf diesem Weg sind – neben der obengenannten Verwaltungsreform – die Einführung eines „Bürgerhaushaltes“. Aber auch hier sind wiederum nur Ansätze einer tatsächlichen Bürgerbeteiligung an der Erarbeitung des Haushaltes, an seiner Beschlussfassung und seiner Umsetzung durch die Bürger sichtbar.

## Handlungsfelder und Instrumente

### Potsdam
Der von der Stadtverwaltung Potsdam und der Zivilgesellschaft gemeinsam erarbeitete "Leitfaden für die Bürgerkommune Potsdam" weist fünf Handlungsfelder aus:
- Mitwirkung bei der Gestaltung und Entwicklung der Stadt
- Mitwirkung bei der Gestaltung und Entwicklung im Stadtteil
- Mitwirkung bei der Entscheidung über finanzielle Prioritäten
- Schaffung einer bürgerorientierten Verwaltung
- Aktivierung der Bürgerschaft

Als Instrumente werden genannt:
- Koordinierungsstelle Bürgerkommune
- Bürgerhäuser
- Bürgerinitiativen und Vereine
- Gremien der Stadtverordnetenversammlung und Ortsbeiräte
- Zentrale Bürgerversammlungen
- Bürgergespräche in den Stadtteilen (Sozialräumen)
- Stadtwanderungen des Oberbürgermeisters
- Beiräte und Netzwerke
- Themenjahre und Aktionen
- Medien und Internet
- Anerkennungskultur

#### Charakteristika
Potentiale der Bürgerschaft sollen demnach für gesellschaftliche Probleme nutzbar gemacht werden. Daher werden also Aufgaben auf die Bürger und Bürgerinnen verlagert und bürgerschaftliche Partizipationsräume geschaffen. Staat und Kommunen sollen hierbei Aktivierungs- und Unterstützungsfunktionen wahrnehmen. Instrumente zur Einbeziehung der Bürger sind Selbsthilfeeinrichtungen, Freiwilligenagenturen, Lokale Agenda-21-Prozesse, Bürgerstiftungen. So soll der Bürger an Entscheidungen und Aufgabenerfüllungen beteiligt werden und die soziale Logik produktiv gemacht werden. Die zentrale staatliche und kommunale Unterstützungsfunktion ist der Aufbau einer Freiwilligeninfrastruktur.

#### Strukturen der Bürgerbeteiligung (Partizipation)
Das Bürger-Forum Potsdam erarbeitete seit 2004 in gemeinsamer Beratung zwischen den Vertretern der Zivilgesellschaft (Bürgergesellschaft), sehr oft auch mit Vertretern der Stadtverwaltung, erste Vorstellungen von realisierbaren Strukturen der Bürgerbeteiligung bei der Entwicklung der Bürgerkommune. Dabei gilt das Prinzip der strikten Trennung zwischen Verwaltung und Politik sowie Wirtschaft auf der einen Seite und der Zivilgesellschaft (Bürgergesellschaft) auf der anderen Seite (siehe auch Nichtregierungsorganisationen und Nicht-Profit-Organisationen).
Ausschließlich von den Bürgern selbst zu gestaltende Beteiligungsstrukturen sind:
- Bürgerinitiativen in den Stadtteilen. Hier beraten die Bürger alle jene Projekte der Stadt, bzw. entwerfen Projekte, die der Verwaltung und Politik zur Entscheidung vorgelegt werden, und bei denen die Bürger des jeweiligen Stadtteils auch die Betroffenen sind.
- Bürgerkommissionen. Die Bürgerkommissionen sind "spiegelverkehrte" Beteiligungstrukturen der Fachdezernate der Verwaltung und der Ausschüsse der Stadtverordnetenversammlung. In ihnen arbeiten kompetente Bürger zusammen und beraten Entwürfe von Verwaltung und Politik vor deren Entscheidung, bzw. erarbeiten eigenständig Projekte, die sie der Verwaltung und/oder der Politik zur Beschlussfassung unterbreiten.
- Als Vorstufe zu einer Bürgerkommission entstand ein Bürgerbeteiligungsrat.[2]
- Bürger-Forum der Stadt. In diesem ständigen Forum der Zivilgesellschaft der Stadt beraten die Bürger der Stadt – individuelle Bürger und Vertreter der Zivilgesellschaft – generelle Fragen der kommunalen Entwicklung, von denen alle Bürger betroffenen sind.

Eine gemeinsame von Bürgergesellschaft und Verwaltung/Politik getragene Struktur der Bürgerbeteiligung ist eine sogenannte
- Koordinierungsstelle. Diese stellt eine Art "Scharnier" zwischen Verwaltung und Politik auf der einen Seite und der Zivilgesellschaft auf der anderen Seite dar. Die Koordinierungsstelle übermittelt die Entscheidungsentwürfe der Verwaltung und der Politik an die zuständige Beteiligungsstruktur der Zivilgesellschaft und leitet im Rücklauf die Beratungsergebnisse der Bürgerstrukturen an das zuständige Fachdezernat bzw. den zuständigen Ausschuss der SVV weiter.
- Webseite der Bürgerkommune. Auf ihr werden die Entwürfe von Verwaltung und Politik zur Beratung durch die Bürgergesellschaft vorgestellt. Auf der gleichen Webseite gibt die Bürgergesellschaft die Ergebnisse ihrer Beratungen über Entscheidungsentwürfe bekannt (sowohl die Mehrheitsmeinung als auch die Minderheitsmeinung).

## Bestehende oder entstehende Bürgerkommunen

### Belgien
- Region Wallonien

### Deutschland
- Berlin-Lichtenberg[3][4]
- Hamm[5]
- Köln[6][7]
- Potsdam[2][8]

### Frankreich
- Dijon[9]
- Lille[10]